# Andrea Andersson
Andrea Andersson (* 27. Dezember 1970) ist eine US-amerikanische Badmintonspielerin. 

## Karriere
Andrea Andersson wurde 1993 erstmals US-amerikanische Meisterin. Weitere Titelgewinne folgten 1994 und 1995. 1993 nahm sie in allen drei möglichen Disziplinen an den Badminton-Weltmeisterschaften teil.

## Sportliche Erfolge
| Saison | Veranstaltung              | Disziplin   | Platz | Name                             |
| ------ | -------------------------- | ----------- | ----- | -------------------------------- |
| 1993   | USA: Einzelmeisterschaften | Dameneinzel | 1     | Andrea Andersson                 |
| 1993   | USA: Einzelmeisterschaften | Damendoppel | 1     | Andrea Andersson / Traci Britton |
| 1994   | USA: Einzelmeisterschaften | Damendoppel | 1     | Andrea Andersson / Liz Aronsohn  |
| 1995   | USA: Einzelmeisterschaften | Dameneinzel | 1     | Andrea Andersson                 |
| 1995   | USA: Einzelmeisterschaften | Damendoppel | 1     | Andrea Andersson / Liz Aronsohn  |